# Protectorat de la Costa del Níger
El Protectorat de la Costa del Níger fou un protectorat britànic a la costa oriental de la moderna Nigèria. Va substituir el 13 de maig de 1893 el Protectorat dels Rius de l'Oli, quan aquest es va ampliar cap al nord i poc després va quedar delimitar a l'est i nord-est per tractats amb Alemanya del 14 d'abril de 1893 i del 15 de novembre de 1893. El 1897, després que amb l'expedició de Benín es va estendre efectivament a l'oest del Níger amb la incorporació del regne de Benín, que fins aleshores era un protectorat dubtós (no estava clar que el rei hagués signat el tractat). L'1 de gener de 1900 es va unir amb el Protectorat del Delta del Riu Níger (la zona entre el riu Forcados i el riu Brass, i per amunt del riu Níger uns 25 km a cada costat del riu) per formar el Protectorat de Nigèria del Sud.

## Comissionats Imperials i Cònsols generals del Protectorat de la Costa del Níger
- 1893 - 1896 Sir Claude Maxwell MacDonald (abans comissionat imperial i cònsol general del Protectorat dels Rius de l'Oli)
- 1893 Ralph Denham Rayment Moor (suplent de MacDonals)
- 1896 - 1900 Ralph Denham Rayment Moor (des de 1897, Sir)
- 1896 - 1897 Phillips (suplent de Moor)